# Ɒ
Das Ɒ (kleingeschrieben ɒ) ist ein Buchstabe des lateinischen Schriftsystems. Er ist eine vertikal gespiegelte Version des Buchstabens Ɑ.
Der Kleinbuchstabe ɒ ist im internationalen phonetischen Alphabet das Zeichen für den gerundeten offenen Hinterzungenvokal. Der Buchstabe wird für denselben Zweck auch in amerikanischer phonetischer Notation verwendet. Dort werden stimmlose Vokale durch das Großschreiben des entsprechenden Buchstaben dargestellt, dementsprechend stellt der Großbuchstabe Ɒ dort die stimmlose Version des ɒ dar.

## Darstellung auf dem Computer
Unicode enthält das Ɒ an den Codepunkten U+2C70 (Großbuchstabe) und U+0252 (Kleinbuchstabe).